# Sivriada
Sivriada (en griego, Οξειά) es una de las nueve Islas Príncipe del mar de Mármara, cerca de Estambul, Turquía. Sivriada es un barrio oficial del distrito de Adalar de la provincia de Estambul. Tiene una superficie de 0,05 km² y está deshabitada.

## Historia
Durante el Imperio bizantino, numerosos clérigos solían acudir a Sivriada como lugar de culto, mientras que los emperadores la utilizaron para encarcelar a aquellos a quienes consideraban una amenaza. La primera personalidad encarcelada en la isla por orden del emperador Nicéforo I fue San Platón, tío del conocido clérigo Teodoro Estudita, por apoyar a su sobrino frente al emperador. Otros personajes famosos apresados por razones religiosas y políticas fueron Gebon, Basileios Skleros, Nikephoritzes (cercano sirviente de Miguel VII Ducas), el Patriarca Juan de Constantinopla y el también Patriarca Miguel II de Constantinopla. Aún hoy se pueden visitar las tumbas de aquellos que murieron en la isla durante el periodo bizantino.
Entre los restos arqueológicos de la isla, destacan las ruinas de un asentamiento romano y un monasterio bizantino del siglo IX. El edificios más importantes de Sivriada se construyeron en el siglo IX, entre los que se encuentran una iglesia, una capilla dedicada a mártires religiosos, un monasterio en la parte oriental (del que aún quedan los muros) y una cisterna en el centro de la isla.
En el cortometraje Historia de Perros (Chienne d'histoire) publicado por www.myfrenchfilmfestival.com se menciona esta ciudad, la cual en 1910, por orden gobernador de Estambul quien pagó 300000 francos para que 30000 perros fueran deportados de la ciudad, los cuales fueron llevados a una isla desierta y abandonados a su suerte. Después de esto hubo un terremoto que sacudió la ciudad y se cree que fue un castigo divino.